# Демиденко, Михаил Иванович
Михаил Иванович Демиденко (10 апреля 1929, Воронеж — 30 августа 2003, Санкт-Петербург) — советский писатель, переводчик и сценарист. Известен как автор романов с явным восточным колоритом: «Дневник Пройдохи Ке», «За великой стеной», «Скифское золото». Автор сценариев советских фильмов («Мишель и Мишутка», «Прогулка, достойная мужчины», «Ребята с Канонерского»).
Участник Великой Отечественной войны (удостоврение участника Н-336679), Корейской войны. Капитан запаса.

## Биография
Родился в Воронеже. Великую Отечественную войну встретил в Пятигорске у бабушки 12-летним подростком. Сбежал на фронт с морской пехотой, был ранен в ногу и оставлен на лечение на станции Кавказской, оказался в оккупации города Пятигорск. В родной город вернулся после его освобождения от вражеских войск. Окончил в Воронеже школу, сотрудничал с местной прессой с 8-го класса, посещал литературный кружок при Доме пионеров. Ещё школьником начал работать внештатным корреспондентом областного радио и газеты «Коммуна». По путёвке Всесоюзного Ленинского коммунистического союза молодёжи был направлен в спецшколу, где изучал китайский язык.
В 1949 году после окончания школы поступил в Военную школу переводчиков восточных языков на китайское отделение. Среди преподавателей японского был Аркадий Стругацкий.
По окончании школы переводчиков был направлен Генштабом Советской Армии в Китай, в штаб ВВС в Мукдэне, где работал переводчиком у китайских добровольцев, воевавших в Корее. После перемирия объездил весь Китай: от Цицикара на северо-востоке до Нанкина и от Шанхая до Западного Тибета.
Демобилизовавшись в 1950 г., поступил на факультет журналистики в СПБГУ, одновременно сотрудничая в газетах, журналах, на радио, телевидении и киностудии «Ленфильм».
По официальным данным, служил с 1950 по 1953 годы. Капитан.
С 1955 года жил в Ленинграде (Санкт-Петербург). Окончил факультет журналистики Ленинградского государственного университета (1959), работал специальным корреспондентом «Литературной газеты», на телевидении, писал киносценарии. Печатался как прозаик с 1952 года (рассказ в альманахе «Литературный Воронеж»).
По его сценариям были сняты фильмы «Ребята с Канонерского», «Мишель и Мишутка», «Прогулка, достойная мужчин». Снялся в эпизоде в фильме «Знаю только я» (1986).
В качестве спецкора «Литературной газеты» и от СП СССР (Союза Писателей СССР), членом которого он стал в 1966, постоянно выезжал в Китай, Вьетнам, Кампучию, Лаос, Монголию, Индию, Малайзию и другие страны дальнего востока, публикуя затем путевые очерки и одновременно накапливая впечатления и факты для художественных произведений.
Перу Демиденко принадлежит большое число прозаических произведений — рассказов, повестей, в том числе для детей, а также роман «Воронеж — река глубокая» и документальное повествование «По следам СС в Тибет» (СПб., 1999). Демиденко переводил на русский язык китайские и лаосские сказки.
Скончался в 2003 году в Санкт-Петербурге.

## Литературные произведения и их издания

### Романы
- 1968 — «Приключения Альберта Козлова»
- 1987 — «Воронеж — река глубокая»

### Повести
- 1962 — «Абрикосовая косточка»
- 1962 — «Назову тебя Юркой» («И будут звать тебя Юркой!»," …назову тебя Юркой!")
- 1966 — «Скифское золото»
- 1967 — «Следы ведут дальше, или Полпузырька философского камня» (для детей)
- 1968 — «За великой стеной»
- 1970 — «На тихой заставе» («Тихая застава», «На заставе»)
- 1972 — «Девочка из детства»
- 1972 — «Дневник Пройдохи Ке»
- 1972 — «Сапёры»
- 1972 — «Хо Мэй-мэй»
- 1974 — Когда мы становимся взрослыми?
- 1982 — «Серьёзный мужчина»
- 1982 — «Ты согласен, Саня?» (« Аника-воин Санька Лукошкин»)
- 1986 — «Сын балтийца»

### Рассказы
- 1957 — «В горах Синлуншань»
- 1960 — «Воронёнок»
- 1963 — «Арифметика дружбы»
- 1963 — «Каменный идол»
- 1964 — «Вечера мудренее…»
- 1965 — «Главный секрет» (для детей)
- 1966 — «Две куклы»
- 1966 — «Замшевые туфли»
- 1966 — «Среда — родительский день»
- 1967 — «Как Наташа папу искала» (для детей)
- 1970 — «Далеко-далеко, за город» (для детей)
- 1971 — «Всего две капли»
- 1972 — «Считалочка»
- 1973 — «Ванюша»
- 1982 — «Павлик»
- 1982 — «Реставратор кариатиды»
- 1986 — «Капканка»

### Сказки
- 1972 — «Приключения Мишки Кошкина, рассказанные им самим»
- 1972 — «Страна Ленивия»
- 1981 — «Волшебный мяч»

### Документальные произведения
- 1999 — «По следам СС в Тибет»

### Статьи
- 2006 — "Тибет привлекает всеобщее внимание… "

### Репортажи
- 1976 — «Надым, Ленинградский проспект»

### Сборники
- 1963 — « …назову тебя Юркой!»
- 1966 — «Абрикосовая косточка»
- 1966 — «Скифское золото»
- 1972 — «Девочка из детства»
- 1972 — «Хао Мэй-мэй»
- 1972 — «Тихая застава»
- 1981 — «Девочка из детства»
- 1982 — «Снег у порога»
- 1986 — «Сын балтийца»

### Прочие произведения
- 1974 — «Огненный сентябрь» Соавтор: Григорий Мусиенко
- 1995 — «Записки джунгохуаиста» («Записки чжунгохуаиста»)
- 2004 — «Унгерн — белый рыцарь Тибета» («Унгерн — белый рыцарь Тибета : Записки поручика Волкова»)

### Неопубликованное
- «Мишель и Мишутка» (киносценарий, не опубликован) // Соавтор: Николай Эрдман
- «Прогулка, достойная мужчин» (киносценарий, не опубликован) // Соавтор: Михаил Кураев
- «Ребята с Канонерского» (киносценарий, не опубликован) // Соавтор: Радий Погодин

### Сценарист
- 1960 — Ребята с Канонерского
- 1961 — Мишель и Мишутка
- 1979 — Прогулка, достойная мужчин